# Minnesund
Minnesund este o localitate din comuna Eidsvoll, provincia Akershus, Norvegia, cu o suprafață de 0,7 km² și o populație de 504 locuitori (2013).